# Кишліца-Прут
Ки́шліца-Прут (рум. Cîșlița-Prut) — село в Кагульському районі Молдови, утворює окрему комуну.
Село розташоване на крайньому півдні країни. Розташоване на річці Прут, за 9 км від її впадіння до річки Дунай.
В селі народився Георге Іон Марін — журналіст та письменник, член Спілки письменників Молдови.